# 嗓音疾病列表
嗓音病又称为嗓音疾病、嗓音障碍，是涉及喉部发出的声音的音调、响度或质量异常，从而影响说话的医学病症。这些医学病症包括：
- 声带小结（英语：Vocal cord nodule）
- 声带囊肿
- 声带麻痹（英语：Vocal cord paresis）
- Reinke 水肿（英语：Reinke's edema）
- 痉挛性发声障碍
- 外国口音综合症
- Bogart-Bacall 综合征（英语：Bogart–Bacall syndrome）
- 喉乳头状瘤
- 喉炎